# Brany
Brany (ukr. Брани) − wieś w rejonie łuckim (do 2020 w rejonie horochowskim) obwodu wołyńskiego, nad rzeką Gniłą Lipą, założona w 1540 r. W II Rzeczypospolitej miejscowość była siedzibą gminy wiejskiej Brany w powiecie horochowskim województwa wołyńskiego. Wieś liczy 759 mieszkańców.
Znajduje tu się przystanek kolejowy Brany, położony na linii Lwów – Kiwerce.